# Кістень Катерина Володимирівна
Катерина Володимирівна Кістень (нар. 29 грудня 1979, Київ) — українська акторка театру і кіно, телеведуча. Заслужена артистка України (2017). Кавалерка Ордену княгині Ольги ІІІ ступеня (2021). Дворазова володарка премії «Київська пектораль» (2013 — за роль Княгині у виставі «Святої ночі», 2018 — за роль жінки у виставі «Двоє бідних румунів, що розмовляють польською») та лауреатка «Премії імені Марії Заньковецької» Ніжинського міжнародного театрального фестивалю (2017 — за роль Анни у виставі «Украдене щастя»).
За роль Насті Єрмакової у відомому серіалі «Коли ми вдома» отримала телевізійну премію «Телезірка» (2015). Також протягом своєї кар'єри була тричі номінована на «Телетріумф» (2011, 2015, 2016).
У 2019 році дебютувала як ведуча телевізійного проєкту «Мости Мистецтва».

## Ранні роки
Народилася 29 грудня 1979 року в Києві. З 1983 до 1995 професійно займалася народними та історико-побутовими танцями в Ансамблі народної пісні і танцю «Світанок». Гастролі: міста Італії, Краківський фестиваль у Польщі, ювілейний концерт «80 років Артеку».
З п'яти років навчалася в Музичній школі по класу фортепіано. Закінчила 7 класів.
З 1996 по 1999 р. навчалася в Київському обласному училищі культури на факультеті режисури театралізованих заходів та масових видовищ в майстерні Горбова. Отримала червоний диплом. Там же брала уроки естрадного вокалу, брала участь у конкурсі «Червона Рута-1999», концертах та ін.
2003 року закінчила Київський університет театру, кіно і телебачення (курс Рушковського).
Професійно займалася класичної хореографією, естрадним вокалом, аргентинським танго, озвучуванням кіно. З 2003 р. акторка Нового драматичного театру на Печерську.

## Кар'єра
Одна з перших ролей — подруга головної героїні Оля в серіалі «Завтра буде завтра» (2003). У серіалі «Братство» (2005) — Олександра Білозерська — українська письменниця. Першу велику роль — наречену Настю — зіграла в новорічному мюзиклі «Кольє для снігової баби» (2007).
У комедійному серіалі «Таксі» (2011—2013) грає головну роль — таксистки Олени. 2011 року за цю роль номінована на премію «Телезірка» («Улюблена акторка»). Того ж року зіграла в телесеріалі «Здрастуйте, мамо!», за яку вперше була номінована на головну телевізійну премію «Телетріумф».
У шостому сезоні серіалу «Свати» Катерина Кістень зіграла Світлану Молчанову (Загревську), матір Жеки. У драматичному серіалі «Швидка допомога» її персонажкою була сестра Сербіна.
У 2014—2018 роках акторка грала в скетчкомі «Коли ми вдома», який із другого сезону перетворився в повноцінний серіал. За роль сімейної психологині Насті Єрмакової 2015 року отримала першу премію «Телезірка», а також другу та третю номінації на телевізійну премію «Телетріумф» (2015, 2016). Восени 2017 року вийшов восьмий сезон музичного талант-шоу «X-Фактор», в якому Кістень брала участь.
2019 — стала ведучою телешоу «Мости мистецтва», в якому вирушила в подорож Литвою.

## Фільмографія

### Телепроєкти
| Рік  | Проєкт            | Роль     |
| ---- | ----------------- | -------- |
| 2017 | «X-Фактор»        | Учасниця |
| 2019 | «Мости Мистецтва» | Ведуча   |

### Фільми
| Рік  | Проєкт                    | Роль                     |
| ---- | ------------------------- | ------------------------ |
| 2004 | Залізна сотня             | Ксеня                    |
| 2012 | Ржевський проти Наполеона | косметологиня            |
| 2013 | Параджанов                | адміністраторка          |
| 2015 | Хай завжди буде сонце     |                          |
| 2016 | Близькі люди              | дружина Андрія           |
| 2017 | Сара                      | пані Стефа, хозяйка Сари |
| 2018 | СОТКА                     | Галина Петрівна          |
| 2019 | Рушковці. Шлях майстра    | камео                    |
| 2020 | Толока                    | дружина Івана Ярошенка   |
| 2022 | Любов і блогери           |                          |
| 2023 | Лишайся онлайн            | російська матір-1        |

### Телесеріали
| Рік       | Проєкт                            | Роль                                       |
| --------- | --------------------------------- | ------------------------------------------ |
| 1992-1997 | Тарас Шевченко. Заповіт           | Аліна Крагельська                          |
| 2002      | Критичний стан                    | Варвара                                    |
| 2003      | Завтра буде завтра                | Оля                                        |
| 2005      | Братство                          | Олександра Білозерська                     |
| 2005      | Повернення Мухтара-2              | Маша (48-ма серія)                         |
| 2005      | Побічні докази                    | епізод                                     |
| 2005      | Сумасбродка                       | епізод                                     |
| 2006      | А життя продовжується             | Ліка                                       |
| 2006      | Повернення Мухтара-3              | Віра (43-тя, 74-та серії)                  |
| 2006      | Дідусь моєї мрії-2                | Людмила                                    |
| 2006      | Божевільний будинок               | Марина, продавчиня у магазині              |
| 2006      | Танго кохання                     | дівчина в дамській кімнаті                 |
| 2006      | Про це краще не знати             | приватна детективка                        |
| 2006-2007 | Янгол-охоронець                   | коханка Григорія                           |
| 2007      | Кольє для снігової баби           | Настя                                      |
| 2007      | Колишня                           | Ліза                                       |
| 2007      | Надія як свідоцтво життя          | Зінаїда                                    |
| 2007      | Свої діти                         | лікарка у дитячому будинку                 |
| 2007      | Серцю не накажеш                  | епізод                                     |
| 2007      | Убити змія                        | Алла                                       |
| 2008      | Дорогі діти                       | Світлана, колишня дружина боцмана          |
| 2008      | Донечко моя                       |                                            |
| 2008      | Як знайти ідеал                   | епізод                                     |
| 2008      | Загін                             | продавчиня                                 |
| 2008      | Тринадцять місяців                | секретарка суду                            |
| 2009      | Блудні діти                       | Надя, секретарка Лідії                     |
| 2009      | Доярка з Хацапетовки. Виклик долі | жінка в літаку                             |
| 2009      | Її серце                          | Зіна                                       |
| 2009      | Правила угону                     | свідок на весіллі                          |
| 2009      | При загадкових обставинах         | Зіна, медсестра                            |
| 2009      | Чорта з два                       | Лариса                                     |
| 2010      | Брат за брата                     | Марія, дружина Сидорова                    |
| 2010      | Віра, Надія, Любов                | Анна, рідна мати Васі                      |
| 2010      | Повернення Мухтара-6              | Ольга, директор бутику (58-ма серія)       |
| 2010      | Якби я тебе кохав                 | Зоя, сусідка Тані                          |
| 2010      | Тільки кохання                    | Лариса                                     |
| 2011      | Байки Мітяя                       | ведуча теледебатів                         |
| 2011-2012 | Я прийду сама                     | Олена, дизайнерка                          |
| 2011      | Я тебе ніколи не забуду           | Ядвіга, дружина Степана                    |
| 2011      | Лють                              | Віра                                       |
| 2011      | Ялта-45                           | Марина, конвоїрка                          |
| 2011      | Терміново шукаю чоловіка          | адміністраторка у готелі                   |
| 2011      | Павутинка бабиного літа           | Тома                                       |
| 2011      | Ластівчине гніздо                 | секретарка                                 |
| 2011      | Здраствуй, мамо!                  | Альбіна                                    |
| 2011      | Доярка з Хацапетовки-3            | Валерія Капралова                          |
| 2011      | Дід                               | медсестра                                  |
| 2011      | Весна у грудні                    | Ірина Іванівна Крайнева                    |
| 2011      | Балада про бомбера                | Зіна                                       |
| 2011-2013 | Таксі                             | Олена, дизайнерка                          |
| 2012      | Генеральська невістка             | Ольга, сусідка Павла                       |
| 2012      | Джамайка                          | Нінка Тиха, зечка                          |
| 2012      | Шлях у порожнечу                  | Щепкіна, зечка                             |
| 2012      | Це мій собака                     | офіціантка                                 |
| 2012      | Особисте життя слідчого Савельєва | Олена Степанівна Вурдова                   |
| 2012      | Мамочко моя                       | Катерина, співмешканка Петра               |
| 2012      | Батьківський інстинкт             | Ірка, подруга Олени                        |
| 2013      | Свати 6                           | Світлана Молчанова (Загревська), мати Жеки |
| 2013      | Бідна Liz                         | Люся, продавчиня                           |
| 2013      | Жіночий лікар-2                   | Кіра Євдокимова                            |
| 2013      | Пастка                            | Анна Миколаївна Воронцова                  |
| 2013      | Мій тато льотчик                  | епізод                                     |
| 2013      | Вбити двічі                       | Єлизавета Вєрьовкіна (Вєрьовка)            |
| 2013      | Піти, щоб залишитися              | Варвара                                    |
| 2014      | Шукаю дружину з дитиною           | Кондратьєва                                |
| 2014      | Лабіринти долі                    |                                            |
| 2014      | Особиста справа                   | Ірина Вахмістрова                          |
| 2014      | Небезпечне кохання                | Інна, власниця художньої галереї           |
| 2014      | Швидка допомога                   | Світлана, сестра Сербіна                   |
| 2014-2022 | Коли ми вдома                     | Анастасія Єрмакова                         |
| 2015      | Два плюс два                      | психологиня                                |
| 2015-2019 | Слуга народу                      | Світлана Петрівна Сахно                    |
| 2016      | На лінії життя                    | епізод                                     |
| 2016      | Родичі                            | Катерина                                   |
| 2016      | «Найкращий» тиждень мого життя    | тітка Рая                                  |
| 2016      | Суббота                           | Тамара, подруга Арини                      |
| 2016      | Команда                           | Льоля                                      |
| 2016      | Новий Рік з СТБ                   | Людмила, сусідка Констянтина Меладзе       |
| 2016      | Диво за розкладом                 | Люся Дробишева                             |
| 2017      | Зустрічна смуга                   |                                            |
| 2017      | Догори дриґом                     | сусідка Олі                                |
| 2017      | Субота                            | Тамара, колега Аріни                       |
| 2018      | Рідна кров                        | Дар'я Спиридонова                          |
| 2019      | Таємне кохання                    | Вікторія «Вітьок» Руднєва, зечка           |
| 2019      | У неділю зранку зілля копала      | Тетяна                                     |
| 2019      | Таємниця Марії                    | Віра Павлівна                              |
| 2019      | Місто закоханих                   | тітонька Варвара                           |
| 2019-2021 | Папік                             | Інеса                                      |
| 2019      | Утрачені спогади                  | Тамара                                     |
| 2020      | Рідня                             | Ангеліна Веніамінівна                      |
| 2020-2021 | Батько рулить                     | Оксана                                     |
| 2021      | Моя улюблена Страшко              | Євгенія Леоненко                           |
| 2021      | Дитина з гарантією                | Ірина Петрівна                             |
| 2024      | Моя війна і я                     |                                            |

## Театральні роботи
Київський академічний театр на Печерську
- 2002 — «Арлекін — слуга двох панів» Карло Ґольдоні; реж. Себастьяно Сальвато — Смеральдіна (копія вистави режисера Джорджо Стрелера з міланського театру «Пікколо»)
- 2003 — «5 оповідань Пелевіна» за творами Віктора Пелевіна; реж. Юрій Одинокий — Крупська Н. К., повія-трансвестит Неллі, вовк Олена з Тамбова
- 2003 — «Кожен має свої примхи» за Антоном Чеховим; реж. Олександр Крижанівський — Мадам Зміюкіна
- 2004 — «Закон танго»; реж. Олена Лазович — Петрона, іспанка
- 2005 — «Майстрер і Маргарита»; реж. Олександр Крижанівський — Штурман Жорж, лікарка, Гелла, Наташа, Іда Геркуланівна Ворс
- 2008 — «Остров нашей Любви и Надежды»; реж. Геннадій Соколовський — Лізка
- 2008 — «Розпусник» Еріка-Емманюеля Шмітта; реж. Олександр Крижанівський — Анна-Доротея Тербуш, художниця-шахрайка
- 2009 — «Salida Cruzada — 8 кроків танго» учасників проекту; реж. Олена Лазович — Лідія, журналістка
- 2010 — «Дурні історії про нас з тобою»; реж. Олена Лазович — Повістярка
- 2010 — «Щастя» Андрія Білоуса за повістю «Река Потудань» Андрія Платонова; реж. Андрій Білоус — Люба
- 2011 — «Push up „Під тиском“» Роланда Шиммельпфенніга; реж. Олександр Крижанівський — Сабіна
- 2012 — «Святої ночі»; реж. Олена Лазович — Княгиня
- 2015 — «Гессе. Притчі» за Германом Гессе; реж. Олександр Крижанівський
- 2015 — «GOGOL. Пошук» за Миколою Гоголем; реж. Ігор Лисов — Русалка
- 2015 — «Блез» Клода Маньє[fr]; реж. Олександр Крижанівський — Марі
- 2017 — «Двоє бідних румунів, що розмовляють польською» Дороти Масловської; реж. Валентина Сотніченко — Жінка
- 2017 — «Альоша» глави роману «Брати Карамазови» Федора Достоєвського; реж. Олена Лазович — Катерина Йосипівна Хохлакова
- 2018 — «Світ у горіховій шкаралупі» за книгою Стівена Гокінга; реж. Дмитро Захоженко — Катерина
- 2021 — «Привид в обладунку» Масамуне Сіро; реж. Дмитро Захоженко — Підозрювана
- 2021 — «Море-океан» Алессандро Барікко; реж. Ігор Рубашкін[ru] — Анн Деверіа, мадам

Київський національний академічний Молодий театр
- 2002 — «Украдене щастя» за однойменною п'єсою Івана Франка; реж. Андрій Білоус — Анна
- 2010 — «Щастя» Андрія Білоуса за повістю «Река Потудань» Андрія Платонова; реж. Андрій Білоус — Люба
- 2013 — «Янгольська комедія»; реж. Лев Сомов — Донна Джезуальдо
- 2013 — «Принцеса Лебідь»; реж. Ілля Пелюк — Ковардіна Зло
- 2014 — «Підступність і кохання» за однойменною п'єсою Фрідріха Шиллера; реж. Андрій Білоус — дружина Міллера
- 2015 — «Однорукий» за п'єсою «Однорукий зі Спокано» Мартіна Мак-Дони; реж. Андрій Білоус — Мерілін
- 2017 — «Серпень: Графство Осейдж» Трейсі Леттса; реж. Стас Жирков — Барбара Фордгем
- 2017 — «Місто Сонця» за мотивами п'єси «Майстер Сольнес» Генріка Ібсена; реж. Андрій Білоус — Фру Сольнес
- 2019 — «Медея» за однойменною трагедією Евріпіда; реж. Олег Ліпцин — Медея

Театральне агентство «Те-Арт»
- 2017 — «Хаос. Жінки на межі нервового зриву»; реж. Максим Голенко — Юлія
- 2018 — «Про що мовчать жінки»; реж. Влада Білозоренко — Місіс Олдрідж
- 2019 — «Любов не за сценарієм»; реж. Артур Артименьєв — Джейн
- 2019 — «Дівич-вечір»; реж. Тихон Тихомиров — Клер
- 2020 — «Тільки твоя» Влади Ольховської; реж. Жанна Борусевич — Люба

Різні театри
- 2009 — «Довершений Чарлі»; реж. Лев Сомов — Меріам (Київська академічна майстерня театрального мистецтва «Сузір'я»)
- 2009 — «Міщанин–шляхтич»; реж. Лев Сомов — Пані Дорімена (Національний академічний драматичний театр імені Івана Франка)
- 2009 — «Небезпечний поворот»; реж. Ірина Зільберман — Олуен Піїл (Будинок офіцерів, м. Київ)
- 2013 — «Небезпечні зв'язки»; реж. Сергій Маслобойщиков — мадам де Турвель (Національний Центр Театрального Мистецтва імені Леся Курбаса)
- 2013 — «Дюймовочка»; реж. Ірина Зільберман — Пані Миша (Будинок офіцерів, м. Київ)
- 2016 — «Готель Беверлі Гіллз»; реж. Ірина Зільберман — Даяна (Національна музична академія України імені Петра Чайковського)
- 2016 — «І тільки смерть розлучить нас»; реж. Валерій Астахов — Єва (Продюсерський центр «Колізей»)
- 2017 — «MEDEA/MEDIA» за однойменною трагедією Евріпіда; реж. Олег Ліпцин — Медея (Freedom Event Hall)
- 2020 — «ЯR» музично-поетичний перформенс за збіркою «Бабин Яр. Голосами» Маріанни Кіяновської; реж. Олег Ліпцин (Bouquet Kyiv Stage)[10]
- 2022 — «Гамлет» за п'єсою Вільяма Шекспіра; реж. Тамара Трунова — Гертруда (Київський академічний театр драми і комедії на лівому березі Дніпра) (в роботі[11])

## Особисте життя
З початку 2016 року Катерина перебуває в стосунках із Ростиславом Вишневим, який займається дизайном і рекламою.

## Нагороди й номінації
| Рік                                                       | Категорія                                                | Робота                                        | Результат |
| --------------------------------------------------------- | -------------------------------------------------------- | --------------------------------------------- | --------- |
| «Київська пектораль»                                      |                                                          |                                               |           |
| 2010                                                      | Найкраще виконання жіночої ролі першого / другого плану  | Довершений Чарлі                              | Номінація |
| 2011                                                      | Найкраще виконання жіночої ролі                          | Щастя                                         | Номінація |
| 2013                                                      | Найкраще виконання жіночої ролі другого плану            | Святої ночі                                   | Перемога  |
| 2018                                                      | Найкраще виконання жіночої ролі другого плану            | Двоє бідних румунів, що розмовляють польською | Перемога  |
| «Телетріумф»                                              |                                                          |                                               |           |
| 2011                                                      | Акторка телевізійного фільму / серіалу                   | Здрастуй, мамо!                               | Номінація |
| 2015                                                      | Акторка телевізійного фільму / серіалу                   | Коли ми вдома                                 | Номінація |
| 2016                                                      | Акторка телевізійного фільму / серіалу                   | Коли ми вдома                                 | Номінація |
| «Телезірка»                                               |                                                          |                                               |           |
| 2011                                                      | Улюблена акторка                                         | Таксі                                         | Номінація |
| 2015                                                      | Актори, що нас дивували                                  | Коли ми вдома                                 | Перемога  |
| Міжнародний театральний фестиваль у Ніжині                |                                                          |                                               |           |
| 2017                                                      | Премія імені Марії Заньковецької за найкращу жіночу роль | Украдене щастя                                | Перемога  |
| Міжнародний театральний фестиваль «В кругу семьи» (Росія) |                                                          |                                               |           |
| 2013                                                      | Диплом за сценічну дотепність                            | Дюймовочка                                    | Перемога  |
| «Бронек»                                                  |                                                          |                                               |           |
| 2009                                                      | Найкраща акторська гра                                   | Розпусник                                     | Перемога  |
| Національна премія «Людина року»                          |                                                          |                                               |           |
| 2014                                                      | Митець року                                              |                                               | Номінація |
| 2016                                                      | Нова генерація                                           | Номінація                                     |           |
| «Viva! Найкрасивіші»                                      |                                                          |                                               |           |
| 2017                                                      | Найкрасивіша жінка України                               |                                               | Номінація |
| 2018                                                      | Найкрасивіша жінка України                               | Номінація                                     |           |